# مردم فرانسوی
مردم فرانسوی ساکنان کشور فرانسه می‌باشند. مردمان فرانسه خود البته از چندین گروه قومی مختلف تشکیل شده‌اند. با وجود اینکه در زمان انقلاب کبیر فرانسه تنها نیمی از مردم فرانسه به زبان فرانسوی می‌توانستند صحبت کنند اما اکنون زبان مادری اکثر مطلق فرانسویان زبان فرانسه است.

## مشاهیر فرانسوی

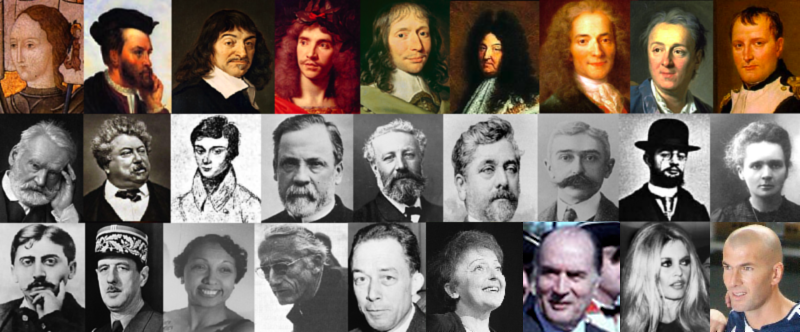
از چپ به راست: ژان دارک، ژاک کارتیه، دکارت، مولیر، پاسکال، لوئی چهاردهم، ولتر، دیدرو، ناپلئون